# Чёртово колесо (фильм, 1926)
«Чёртово колесо» — советский немой художественный фильм режиссёров Григория Козинцева и Леонида Трауберга. Снят по мотивам повести Вениамина Каверина «Конец хазы» на фабрике «Севзапкино» в 1926 году.

## Сюжет
Есть на окраинах разрушенные, грозящие обвалом дома…
На гулянии в саду Народного дома краснофлотец Иван Шорин познакомился с Валей и, пропустив назначенное время, опоздал к уходящему на крейсер катеру. На следующее утро он должен был идти в дальний заграничный поход и его небольшая задержка обернулась дезертирством. Молодых людей приютили артисты, оказавшиеся на деле обыкновенной шпаной. Не захотев стать вором, Иван бежит и сдаётся властям. После суда товарищей и справедливого наказания он возвращается к прежней жизни.

## В ролях
- Пётр Соболевский — Иван Шорин, краснофлотец с крейсера «Аврора»
- Людмила Семёнова — уличная девчонка Валька
- Сергей Герасимов — фокусник «Человек-вопрос», главарь бандитской шайки
- Эмиль Галь — эстрадник Коко, друг «вопроса»
- Янина Жеймо — девушка из шпаны
- Сергей Мартинсон — дирижёр оркестра
- Андрей Костричкин — один из обитателей воровского притона
- Николай Городничев — шпана по кличке «управдом»
- Антонио Цереп — хозяин погребка

## В эпизодах
- Павел Березин, Татьяна Вентцель, Алексей Каплер
- Александр Костомолоцкий, Евгений Кумейко

## Съёмочная группа
- Сценарист: Адриан Пиотровский
- Режиссёры: Григорий Козинцев, Леонид Трауберг
- Оператор: Андрей Москвин
- Художник: Евгений Еней

## Новая редакция
- До нашего времени фильм сохранился не полностью (отсутствует третья и шестая часть)
- В 2002 году лента была переозвучена ГТРК «Культура»:
  - Композитор: М. Кравченко
  - Музыкальный редактор: И. Самошина
  - Звукорежиссёр: Е. Щеглова
  - Режиссёр озвучивания: З. Янгульбиева
  - Видеоинженер: А. Давыдова

## Критика
Историк кино Николай Лебедев писал в «Очерках истории кино СССР»: «В печати „Чёртово колесо“ встретило разноречивую оценку. Одни горячо хвалили фильм и его молодых режиссёров, другие резко критиковали. Одни называли его „победой“, другие — „слабым подражанием американским бандитским лентам“. Но, как бы то ни было, этим фильмом Козинцев и Трауберг выдержали экзамен на звание режиссёров».